# Frontière entre la Bolivie et le Pérou
La frontière entre la Bolivie et le Pérou sépare la Bolivie et le Pérou. Elle traverse le lac Titicaca. Elle a un point commun avec les frontières entre la Bolivie et le Chili et entre le Pérou et le Chili, au nord-est de la province de Parinacota.

## Historique

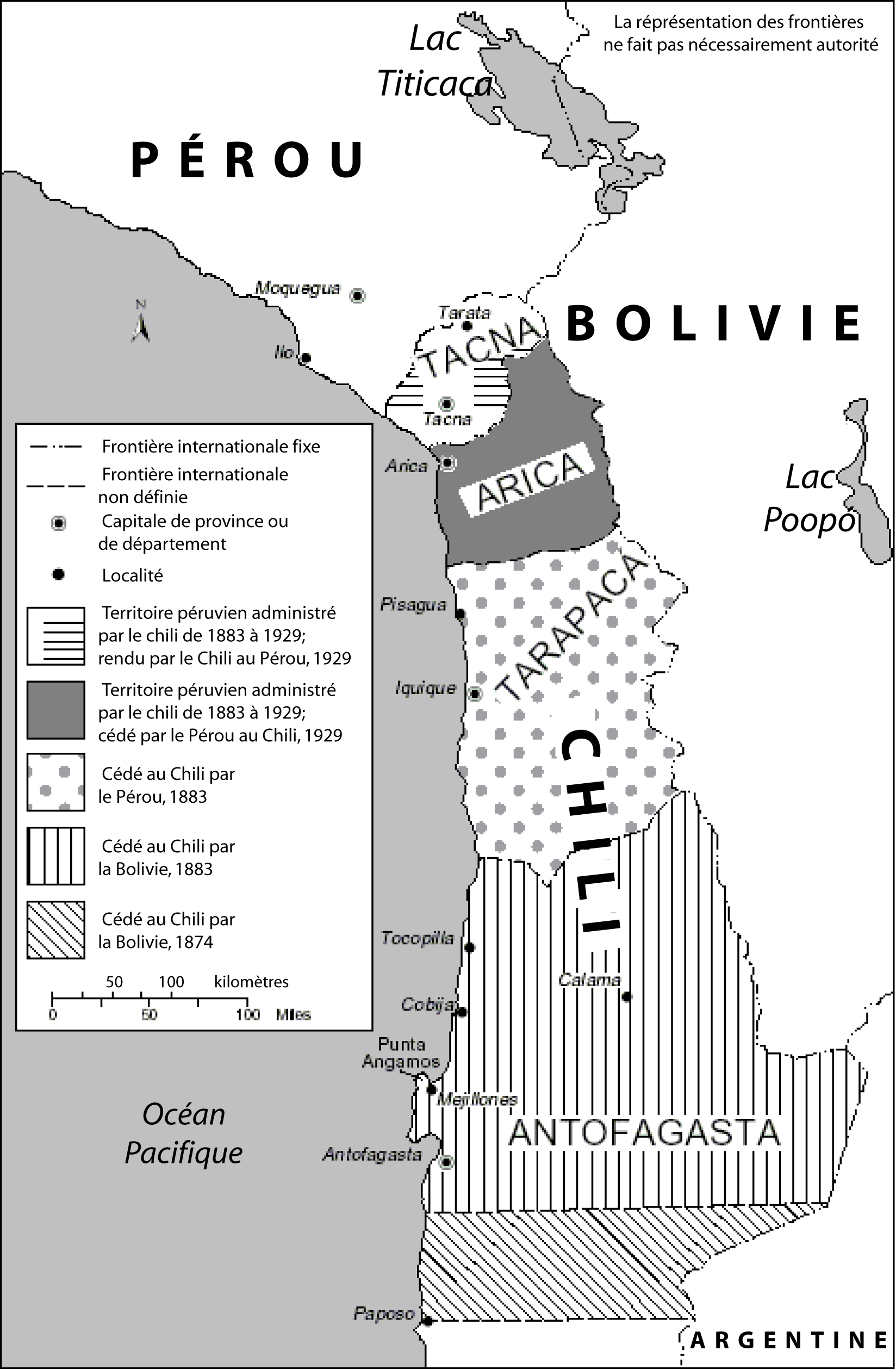
Évolution des frontières entre la Bolivie, le Pérou et le Chili

La guerre du Pacifique qui s'achève en 1884 modifie le tracé de la frontière : la Bolivie perd son unique accès à la mer au profit du Chili.
C'est la chaine de montagne, la Cordillère des Andes qui sépare les deux pays.

## Notes et références

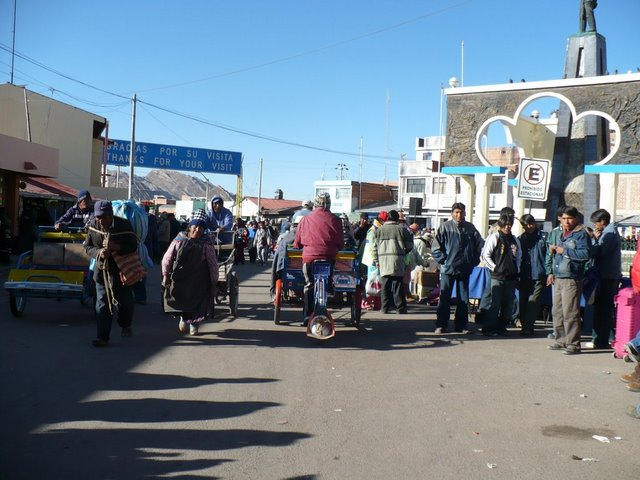
Le poste-frontière de Desaguadero côté péruvien.